# Glockenturm (Eisenach)

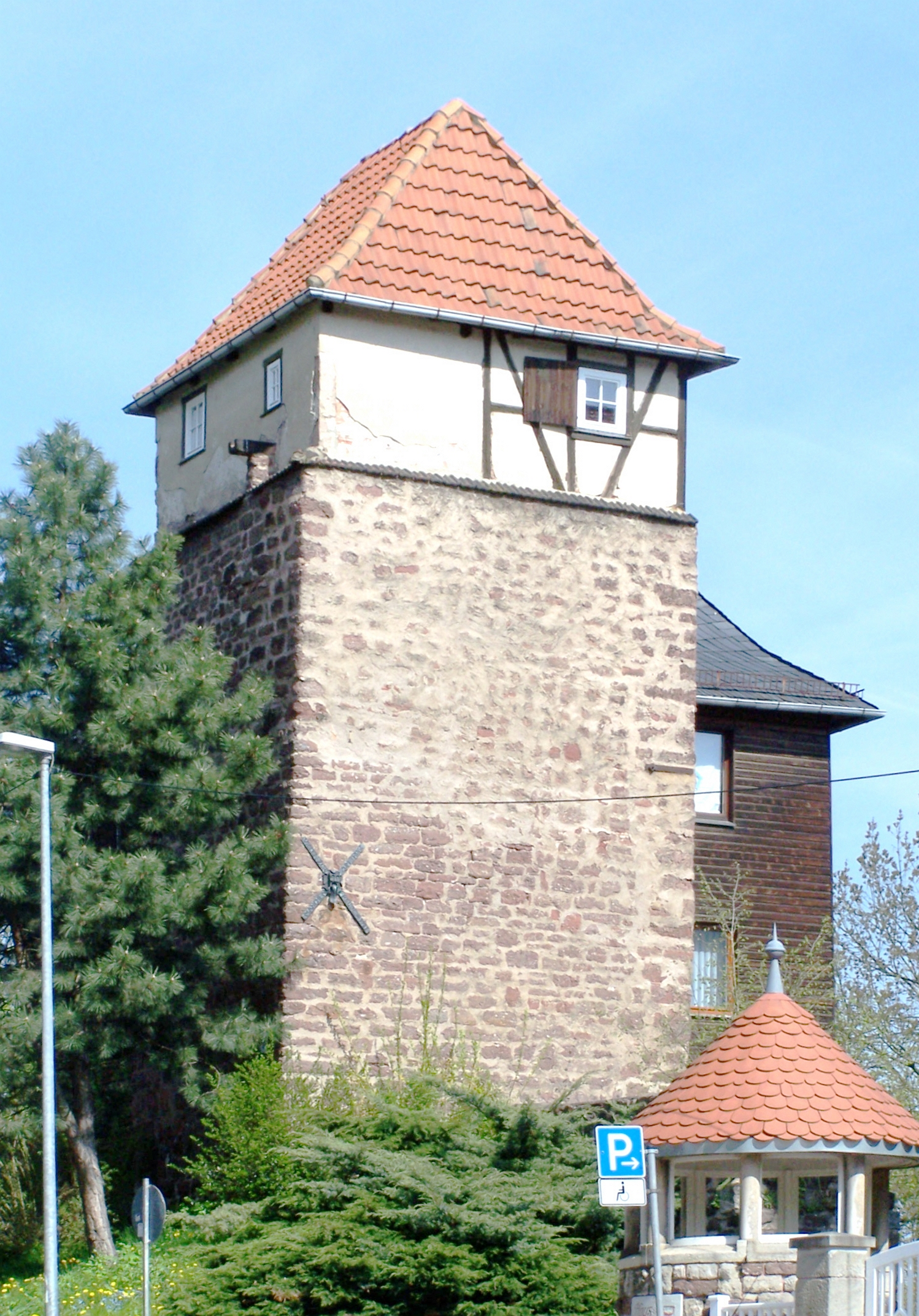
Der Glockenturm, dahinter das Glockenhaus

Der Glockenturm ist ein mittelalterlicher Wehrturm am Rand der Altstadt von Eisenach in Thüringen. Er befindet sich im Süden der Eisenacher Altstadt und bildet mit dem benachbarten Glockenhaus ein Baudenkmal.

## Geschichte
Ab dem zwölften Jahrhundert wurde die Eisenacher Stadtmauer errichtet und mit dieser um das Jahr 1200 der Glockenturm als Wachturm. 1585 wurde das Glockenhaus an den Turm angebaut und fortan zur Aufbewahrung der Glocken der nahen Georgenkirche genutzt, die zu dieser Zeit noch nicht über einen eigenen Kirchturm verfügte. Im 18. Jahrhundert wurde der Turm für Wohnzwecke umgebaut und diente als Wohnung des Türmers. Anfang der 1920er Jahre war der Turm baufällig und einsturzgefährdet, die Stadt unter Bürgermeister Fritz Janson plante den Abriss. Engagierte Bürger verhinderten den Abbruch und sicherten das Gebäude aus eigenen Mitteln mit Eisenankern. Das Glockenhaus verlor seine Funktion Anfang des 20. Jahrhunderts mit der Einweihung des Kirchturmes der Georgenkirche am Eisenacher Markt. In den 1970er Jahren wurden zwei Wohnungen in dem Glockenhaus eingebaut.